# رزمایش مشترک ذوالفقار ۱۴۰۰
رزمایش مشترک ذوالفقار ۱۴۰۰ ارتش، با رمز «یا رسول‌الله» با حضور و گسترش یگان‌های پیاده، زرهی و مکانیزه نیروی زمینی ارتش، سامانه‌های پدافندی نیروی پدافند هوایی، شناورهای سطحی و زیرسطحی نیروی دریایی ارتش با پشتیبانی جنگنده‌ها و پهپاد‌های نیروی هوایی ارتش در منطقه عمومی سواحل مکران به وسعت بیش از یک میلیون کیلومتر مربع از شرق تنگه هرمز، دریای عمان و شمال اقیانوس هند در تاریخ ۱۶ آبان ۱۴۰۰ انجام‌شد. در این رزمایش، عملیات جمع‌آوری اطلاعات با استفاده از سامانه‌های شنود و جهت‌یاب، انواع پهپادهای شناسایی ایرانی و هواپیماهای شناسایی اجرا و تاخت آبخاکی مشترک نیروهای دریایی و زمینی ارتش در سواحل مکران انجام شد.
امیر دریادار سید محمود موسوی سخنگوی رزمایش مشترک ذوالفقار ۱۴۰۰ ارتش، ارتباطات در فضای مطلق جنگ الکترونیک را از جمله نقاط قوت این رزمایش دانست و افزود: رصد و پایش حریم هوایی کشور و منطقه عمومی رزمایش در پهنه آبی جنوب کشور توسط نیروی پدافند هوایی ارتش جمهوری اسلامی ایران و همچنین اجرای آتش توسط سامانه‌های پدافندی برای مقابله با اهداف متخاصم و همچنین اجرای عملیات گشت هوایی توسط خلبانان تیزپرواز و پهپادهای نیروی هوایی ارتش، بخش دیگری از سناریوها است که در رزمایش مشترک ذوالفقار ۱۴۰۰ ارتش تمرین‌شد.
کلیه مراحل این رزمایش توسط کارشناسان ستاد کل نیروهای مسلح، قرارگاه مرکزی خاتم‌الانبیاء و ارتش جمهوری اسلامی ایران، مورد ارزیابی قرار گرفته است.

## پیام رزمایش
- تأکید بر ضرورت حفظ آمادگی‌های رزمی ارتش و نیروهای مسلح برای استمرار صلح پایدار در کشور و منطقه[۲]
- پیامی آشکار برای دشمنان و کسانی که قصد یا نیت سوئی نسبت به آب و خاک ایران اسلامی داشته باشند[۲]
- یک هشدار جدی است و برای کشورهای دوست و مسلمان و مردم ایران[۲]
- امیدواری نسبت به ایستادگی ارتش و سایر نیروهای مسلح کشور برای ایجاد و تقویت امنیت منطقه بدون حضور نیروهای فرامنطقه‌ای[۲]
- به کشورهای منطقه، آمادگی برای برقراری صلح و دوستی با تکیه بر ظرفیت‌های درون منطقه‌ای[۱]